# Chaetonotus tabulatus
Chaetonotus tabulatus is een buikharige uit de familie Chaetonotidae. De wetenschappelijke naam van de soort werd, als Ichthydium tabulatum, in 1861 voor het eerst geldig gepubliceerd door Schmarda. De soort wordt in het ondergeslacht Chaetonotus geplaatst.